# Dreifaltigkeitskirche Kappl

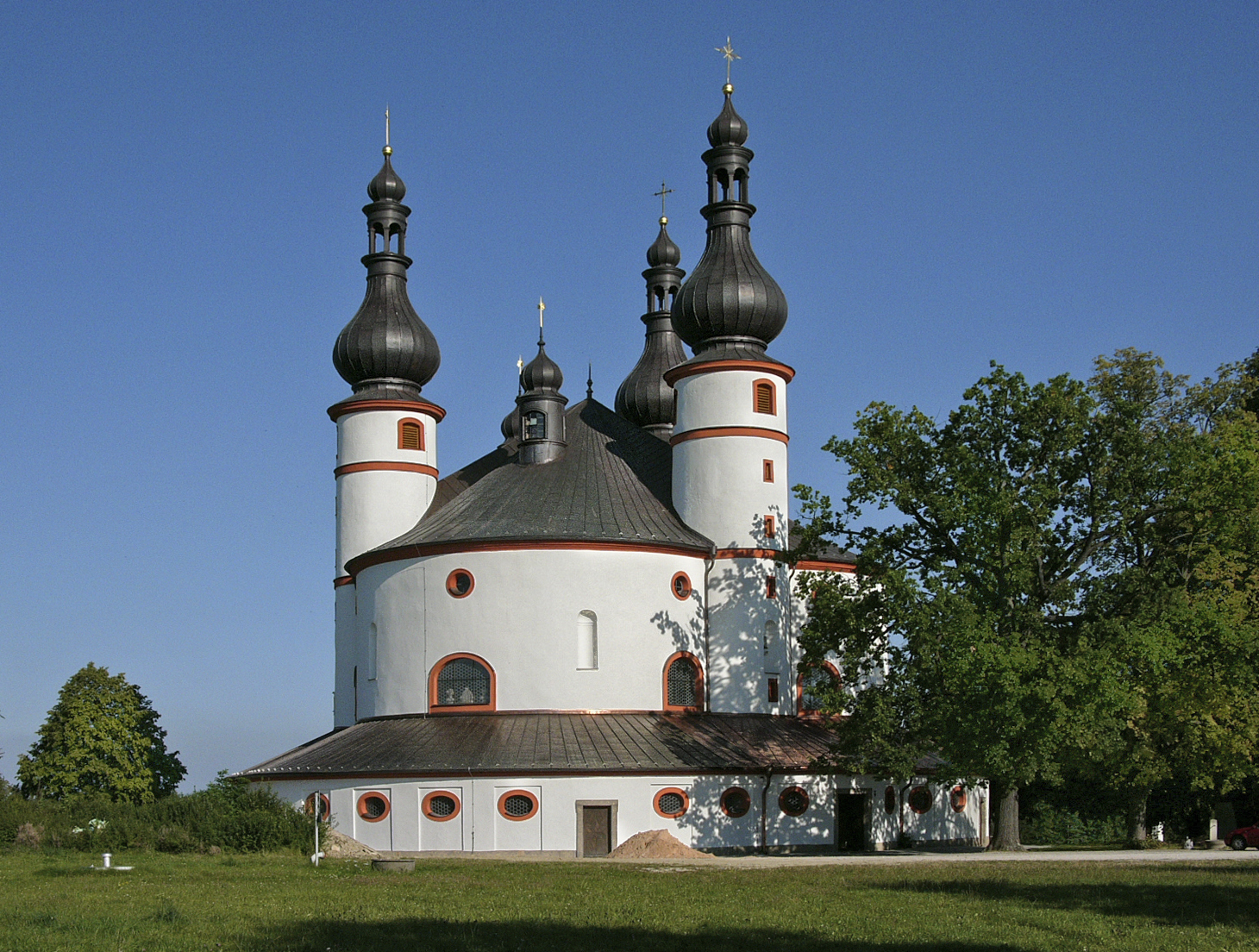
Die Kappl (2004)

Die Dreifaltigkeitskirche Kappl (von Kapelle; Wallfahrtskirche der Heiligsten Dreifaltigkeit), eine der eigenartigsten Kirchenschöpfungen Deutschlands, steht in der Sattelmulde zwischen dem Glasberg und dem Dietzenberg im Waldsassener Ortsteil Kappl auf 599 m ü. NN. In dem barocken Zentralbau, erbaut 1685–1689 nach Plänen von Georg Dientzenhofer, ist die göttliche Dreifaltigkeit als Architektursymbol dargestellt. In allen Bauteilen dominiert die Zahl drei. Im Außenbau ist der Gedanke der Dreieinigkeit in den drei Türmen und den drei Dachreitern mit Zwiebelhauben versinnbildlicht.

## Geschichte
Die Dreifaltigkeitskapelle steht auf dem einstigen Stiftsgebiet der reichsunmittelbaren Zisterzienserabtei Waldsassen und war dieser inkorporiert. Der älteste Vorgängerbau entstand bereits unter Abt Daniel in der zweiten Hälfte des 12. Jahrhunderts, um ein Dreifaltigkeitsbild zu bergen, das von einem Laienbruder an einem Baum angebracht worden war und bald als wundertätig galt. An dieser Stelle wurde eine Holzkappe errichtet. Dadurch sollte einerseits das wundertätige Bild geschützt werden, den immer zahlreicher werdenden Pilgern aber auch ein Ort zur Andacht gegeben werden.
Unter Abt Daniel wurde dann eine Wallfahrtskirche errichtet. Die Hussitenkriege, der Landshuter Erbfolgekrieg, die Reformation – Säkularisation des Klosters Waldsassen zwischen 1571 und 1669 – und der Dreißigjährige Krieg brachten Zerstörung und Verfall und mehrfache Wiederherstellung der Kapelle. Noch vor der Rekatholisierung wurde in den 1640er Jahren nach einer Krankenheilung eine neue bescheidene Kapelle gebaut. Nach der Wiederherstellung der Fürstabtei entstand dann, parallel zum Neubau der Abteigebäude – ebenfalls von Georg Dientzenhofer geleitet – die heutige Dreifaltigkeitskirche mit ihrer originellen Symbolgestalt. Der Bau wurde 1685 begonnen und 1689 vollendet. Dientzenhofer starb 1689, kurz vor der Vollendung des Baus. Die feierliche Kirchweihe erfolgte 1711 durch den Regensburger Weihbischof Albert Ernst von Wartenberg.

## Ausstattung
Auch in der Kirchenausstattung tritt der Gedanke der Trinität in Erscheinung. Den Innenraum bilden drei Konchen, die sich um ein gedachtes gleichseitiges Dreieck legen. Über den dreimal drei Altären wölben sich drei Halbkugeln und in den drei Ecken des Grundrisses stehen drei Säulen. Die drei Deckengemälde wurden von Oskar Martin-Amorbach in den Jahren 1934–1940 in einem nachempfundenen Barockstil geschaffen, nachdem die ursprünglichen barocken Fresken durch einen Brand im Jahre 1880 vernichtet worden waren. Die Gemälde zeigen Gott Vater, Gott Sohn und die leiblichen und geistigen Werke der Barmherzigkeit.

## Orgel
Von 1734 bis 1738 wurde eine Orgel mit zwölf Registern auf zwei Manualen und Pedal von den vier böhmischen Orgelbauern Joh. Franz Fasmann, David Schmidt, Hans A. Pleyer und Leopold Goll aus Elbogen gebaut. Im Original erhalten sind acht der zwölf Register (im Verzeichnis mit o markiert), vier wurden 2020 nach historischem Vorbild neu gebaut (Markierung +). Die kurze Oktave war im Oberpfälzer und böhmischen Orgelbau der Zeit Standard. Die Zahl Drei ist vielfach bei der Orgel zu finden: Sie gründet auf drei Wandsäulen, die Emporenmuschel hat drei Felder, ebenso die Brüstungen links und rechts. Sie hat drei Werke (2 Manuale und Pedal) mit zwei * 333 = 666 Pfeifen, das Positiv drei Register, der Prospekt drei Türme, je drei Felder sind rechts und links des Mittelturms. Auf den Türmen stehen drei Figuren (Glaube (mittig mit dem Kreuz), Hoffnung und Liebe, letztere mit untypischen Attributen). 2020 fand eine Restaurierung durch Dlabal & Mettler aus Bílsko CZ statt, die Weihe war am 26. Juli 2020. Die Disposition von 1738:

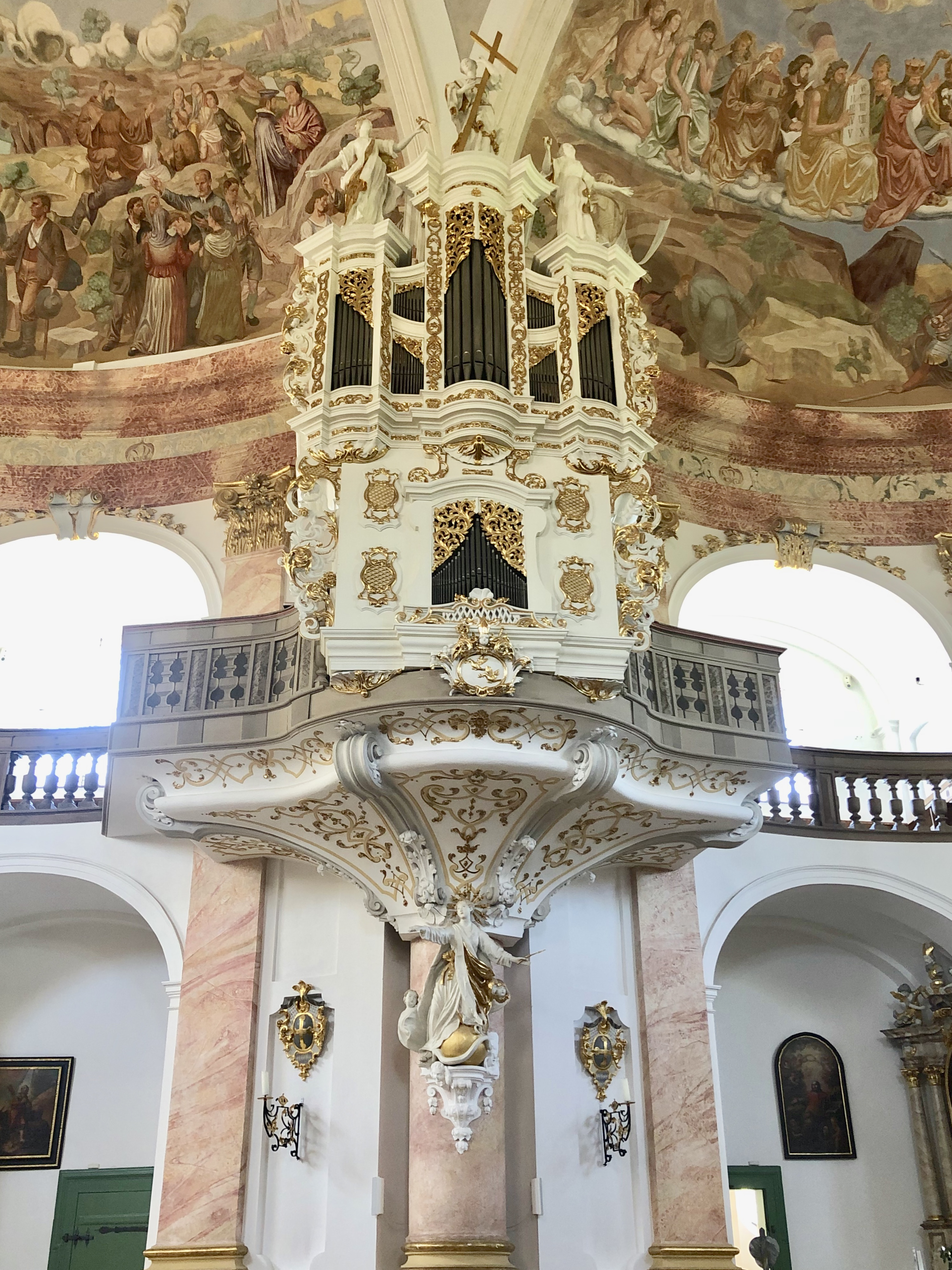
Die Orgel
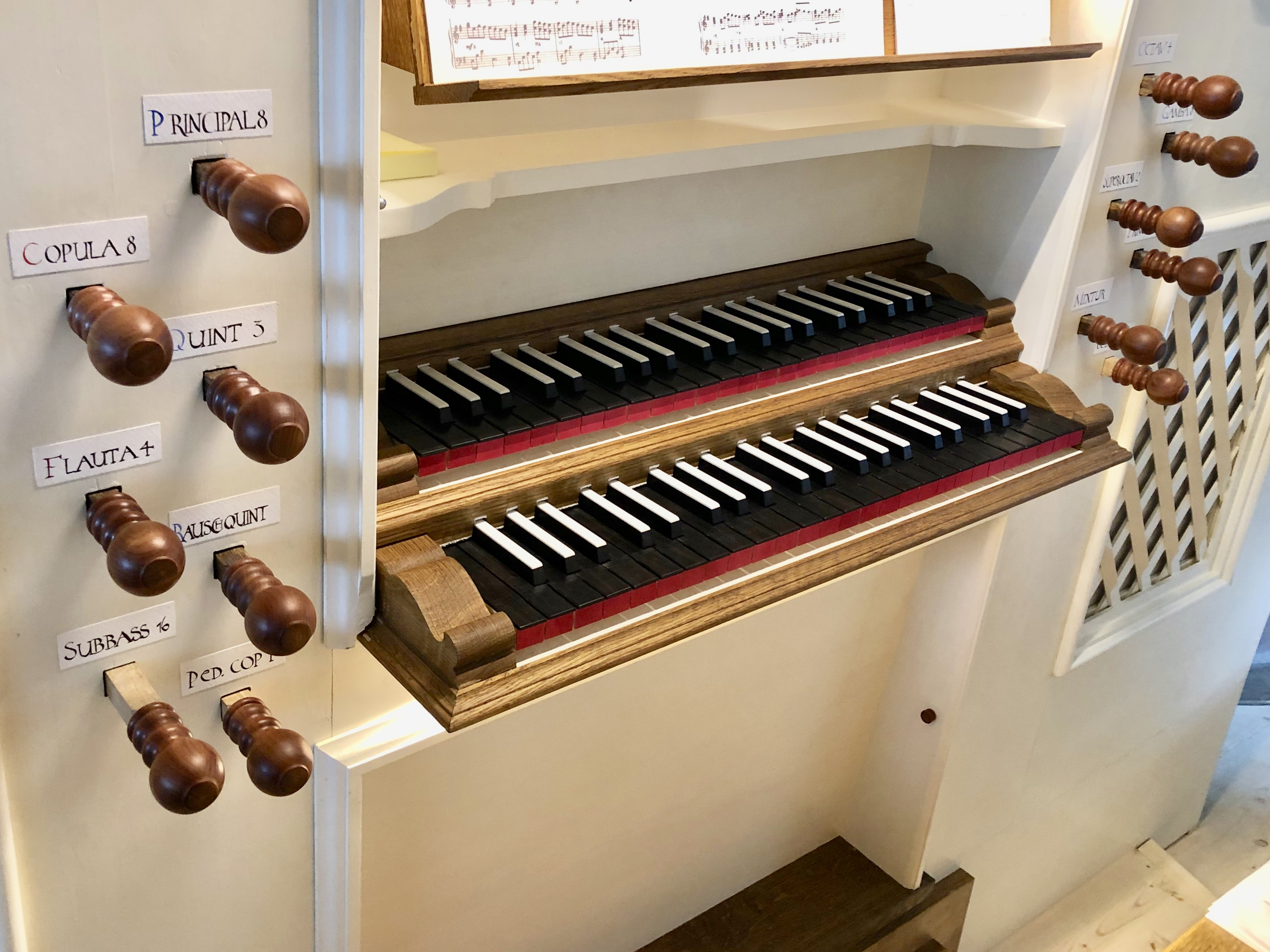
Der neue Spieltisch

| I Hauptwerk CDEFGA–c3 |            |   |
| Principal             | 8′         | o |
| Gamba                 | 8′         | + |
| Octav                 | 4′         | o |
| Quint                 | 3′         | o |
| Superoctav            | 2′         | + |
| Rauschquint           | 1 ⁄3′ + 1' | + |
| Mixtur IV             | 1′         | + |

| II Positiv CDEFGA–c3 |    |   |
| Copula               | 8′ | o |
| Flauta               | 4′ | o |
| Principal            | 2′ | o |

| Pedal CDEFGA–a0 |     |   |
| Subbass         | 16′ | o |
| Octavbass       | 8′  | o |

## Glocken
Nachdem die alten Glocken durch den Brand der Dreifaltigkeitskirche Kappl 1880 vernichtet worden waren, fertigte der Glockengießer Anton Spannagl ein neues Geläut aus drei Glocken mit der Tonfolge f1, g1, a1. Die große Glocke musste im Zweiten Weltkrieg zu Kriegszwecken abgeliefert werden. Sie wurde eingeschmolzen. 1968 wurde als Ersatz von der Glockengießerei Perner in Passau eine neue Glocke mit dem Schlagton c2 gegossen. Die drei Glocken sind auf die drei Türme verteilt.
| Glocke | Name                  | Gussjahr | Gießer, Gussort                       | Durchmesser | Masse  | Schlagton |
| ------ | --------------------- | -------- | ------------------------------------- | ----------- | ------ | --------- |
| 1      | Josefsglocke          | 1880     | Anton Spannagl, Regensburg            | 972 mm      | 520 kg | g′        |
| 2      | Dreifaltigkeitsglocke | 1880     | Anton Spannagl, Regensburg            | 884 mm      | 380 kg | a′        |
| 3      | Marienglocke          | 1968     | Glockengießerei Rudolf Perner, Passau | 795 mm      | 310 kg | c″        |

Impressionen
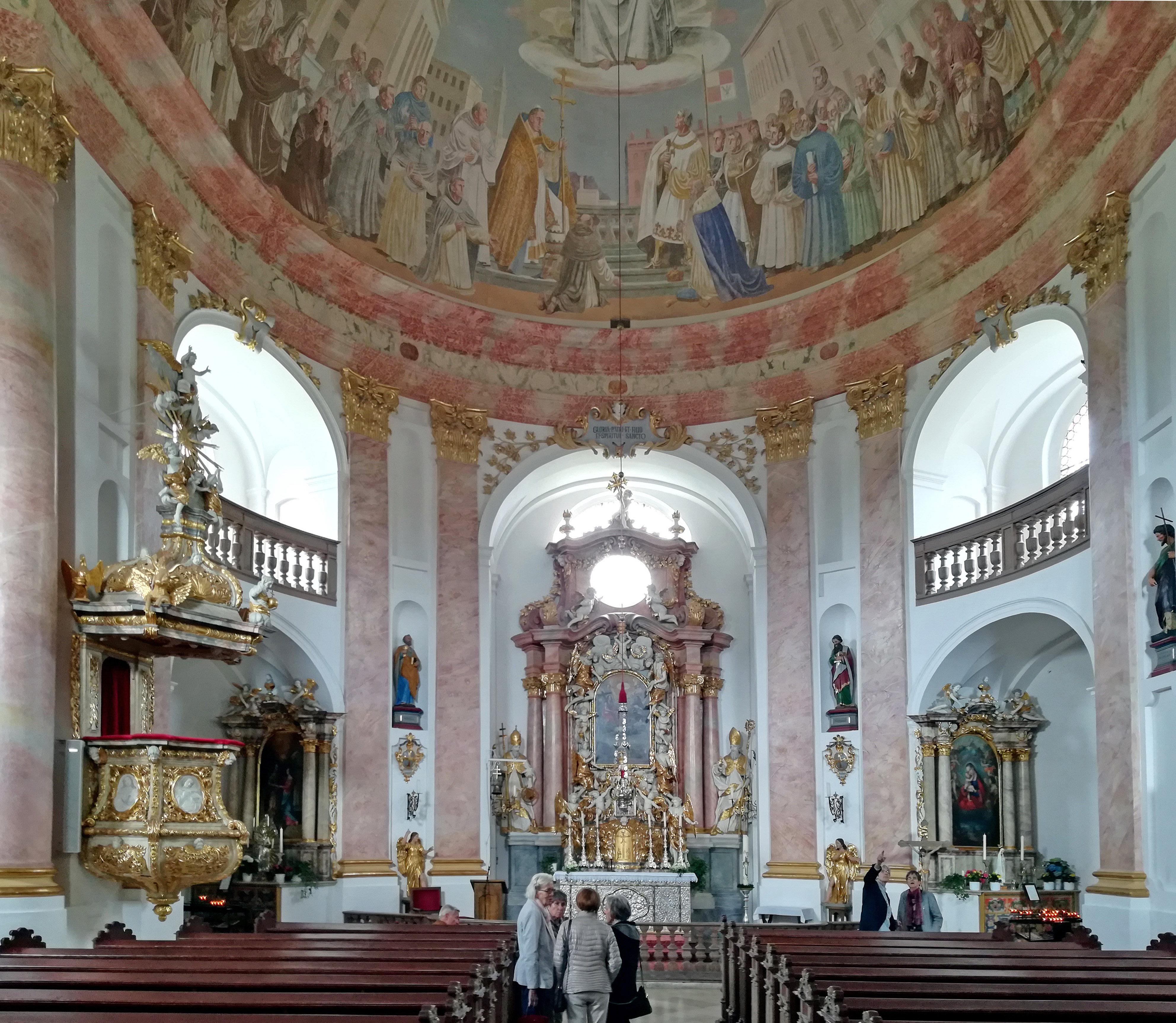
Innenansicht mit Hauptaltar
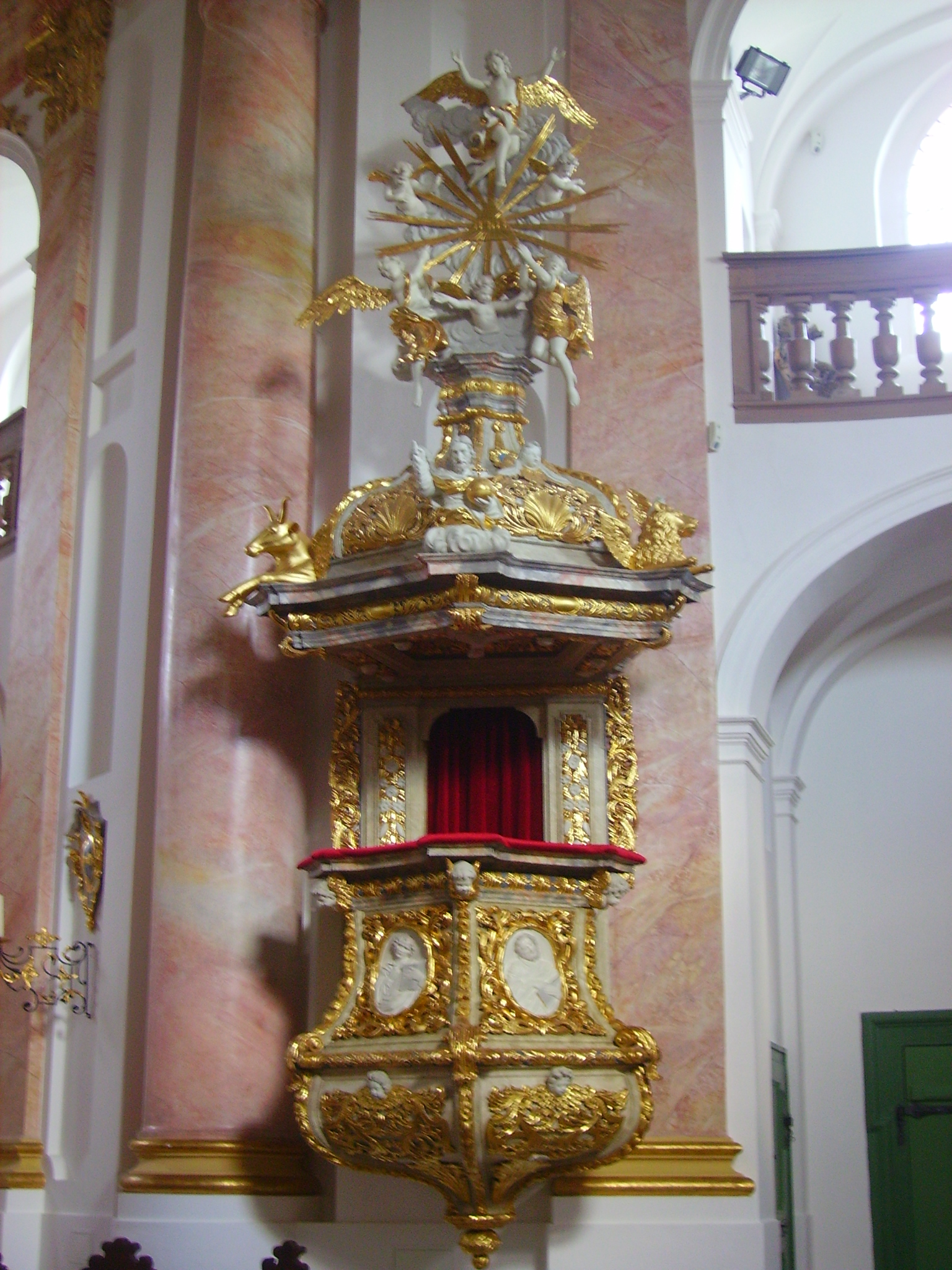
Die Kanzel
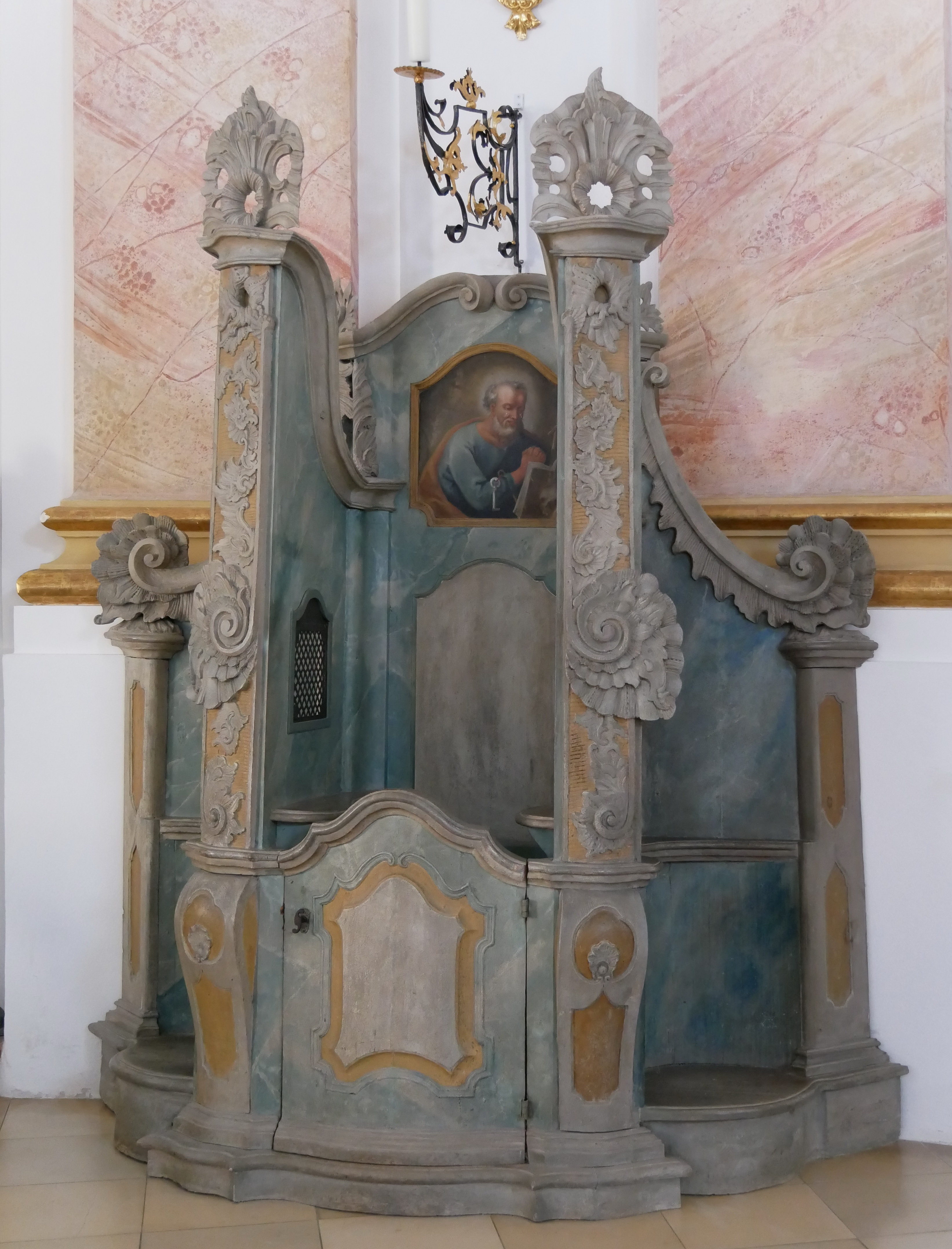
Historischer Beichtstuhl
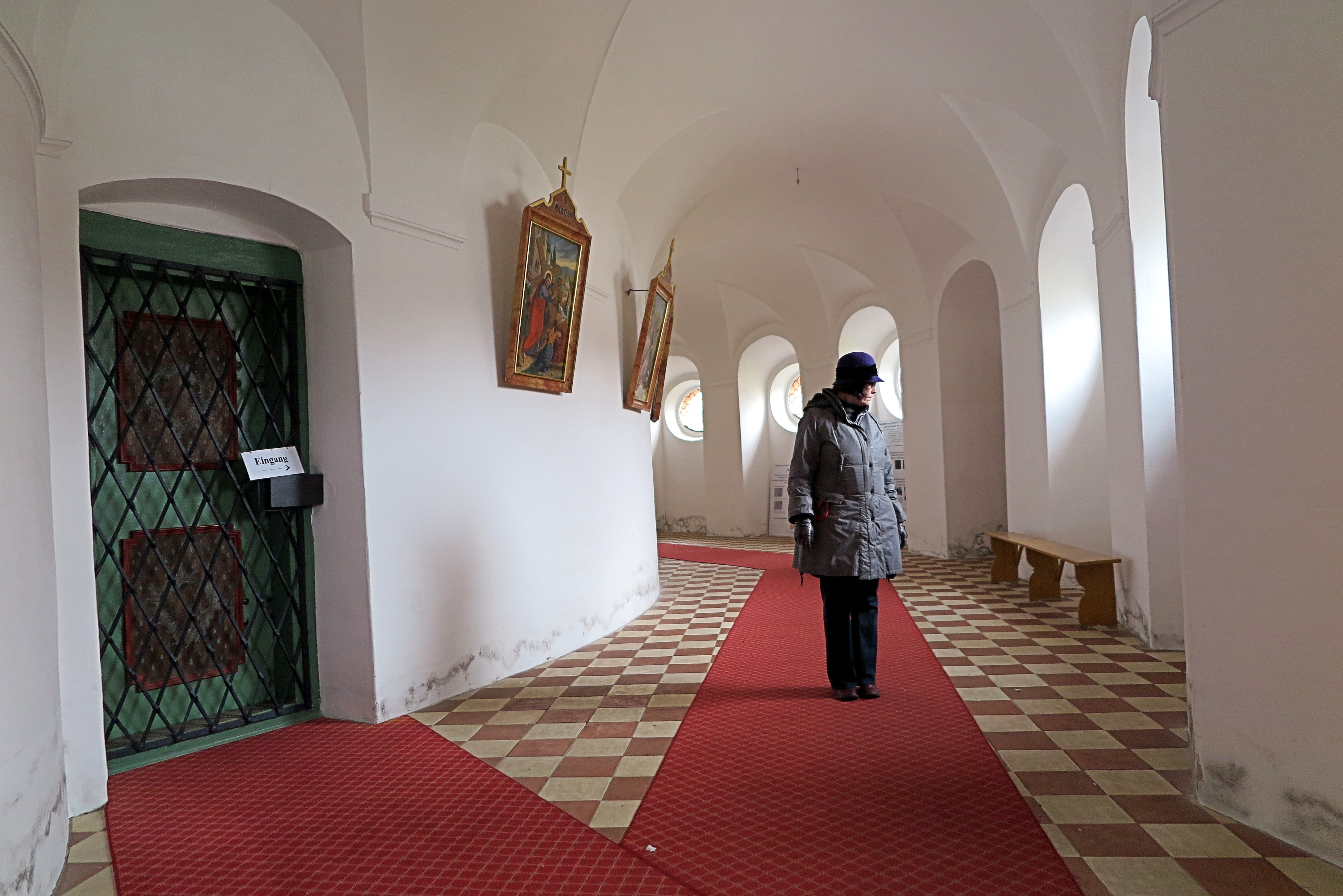
Umgang mit Kreuzwegstationen
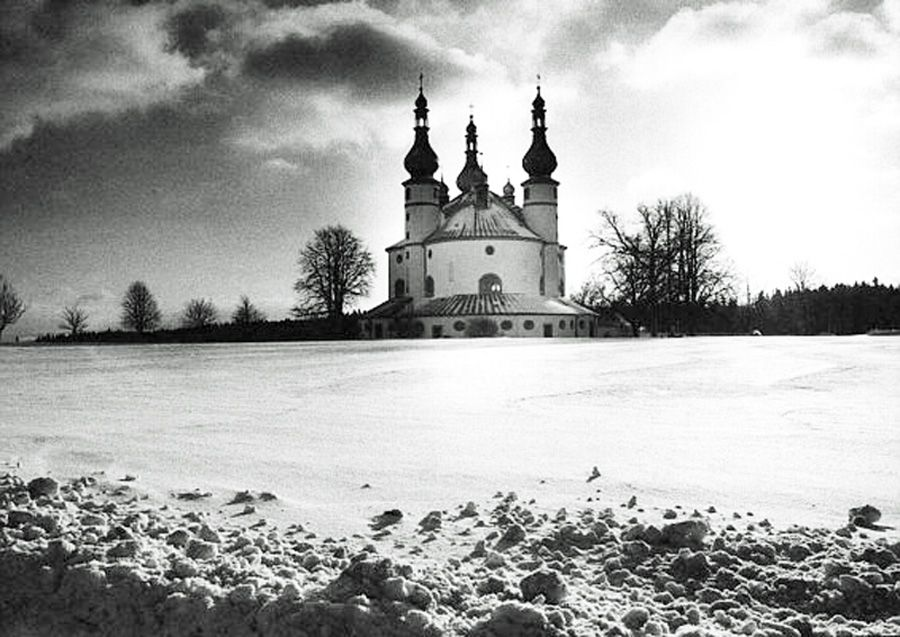
Die Kappl im Winter